# Liostraca semistriata
Liostraca semistriata är en skalbaggsart som beskrevs av Leon Fairmaire 1903. Liostraca semistriata ingår i släktet Liostraca och familjen Cetoniidae. Inga underarter finns listade i Catalogue of Life.